# Helen H. Gardener
Helen Hamilton Gardener, pseudonyme de Alice Chenoweth, née le 21 janvier 1853 à Winchester dans l'État de la Virginie et morte le 23 juillet 1925 à Washington (district de Colombia), est une romancière, essayiste, nouvelliste, rédactrice, suffragette, féministe, libre-penseuse  et réformatrice sociale américaine.
En 1917, Alice Chenoweth est élue vice-présidente de la National American Woman Suffrage Association (NAWSA).
En 1920, le président Woodrow Wilson nomme Alice Chenoweth à siéger à l'United States Civil Service Commission (en).

## Biographie

### Jeunesse et formation

#### Contexte familial
Alice Chenoweth, est la troisième fille et la cadette des six enfants de Katherine A. (Peel) Chenoweth et du révérend Alfred Griffith Chenoweth, un pasteur itinérant qui a quitté l'Église épiscopalienne des États-Unis pour se joindre au méthodisme. Les ancêtres de son père sont des forgerons originaires du pays de Galles qui se sont installés dans l'actuel État du Maryland dans les années 1720. Il est acquis aux idées abolitionnistes, ainsi en 1854, il affranchit les esclaves reçus en héritage. Sa mère Katherine A. Chenoweth reste une calviniste convaincue durant toute sa vie,,,,.
Un an après la naissance d'Alice Chenoweth, sa famille part s'installer dans un premier temps à Washington (district de Columbia), puis dans un second temps à Greencastle dans l'État de l'Indiana en 1855, où son père, Alfred G. Chenoweth, sillonne l'État en tant que prédicateur itinérant,.
Pendant la guerre de Sécession, Alfred G. Chenoweth sert d’éclaireur pour les troupes de l'Union Army lorsqu'elles pénètrent en 1862 dans la vallée de Shenandoah de sa Virginie natale.

#### Scolarité
Alice Chenoweth suit ses études primaires auprès des écoles de Greencastle tout en bénéficiant de leçons données par des précepteurs. Après la mort de son père en 1864, elle achève ses études primaires à Cincinnati, dans l'État de l'Ohio et y commence ses études secondaires. Quand elle obtient son diplôme de fin d'études secondaires, elle entre à la Cleveland City Normal School d'où elle sort avec son certificat d'aptitude à l’enseignement en 1873,,,.

### Carrière
Munie de son diplôme, Alice Chenoweth commence une carrière d'enseignante d'école primaire. Elle fait la connaissance d'un membre de la Commission nationale de l'éducation de l'Ohio, Charles Selden Smart. Ils se marient en 1875,,.

#### New York

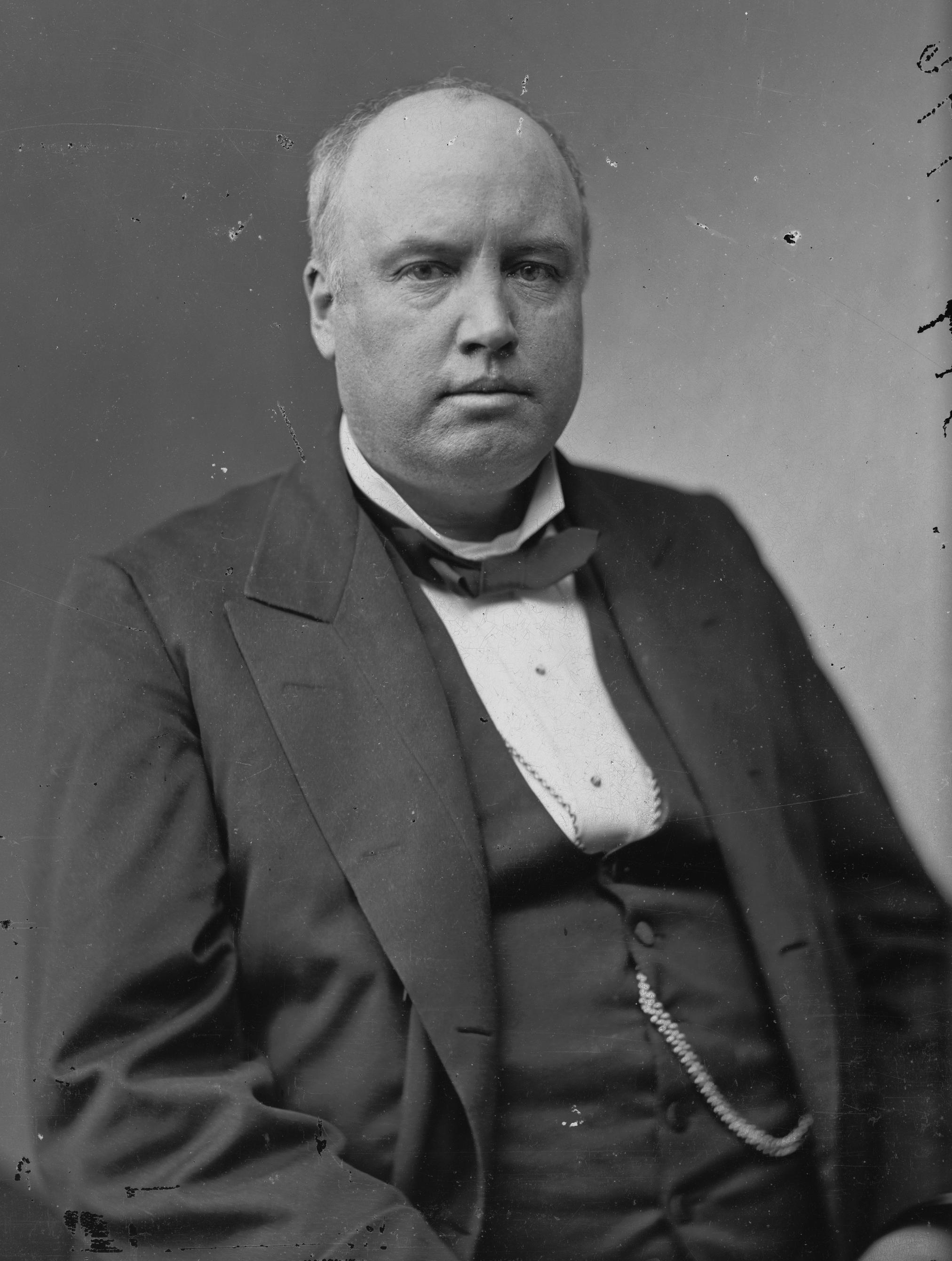
Robert G. Ingersoll.

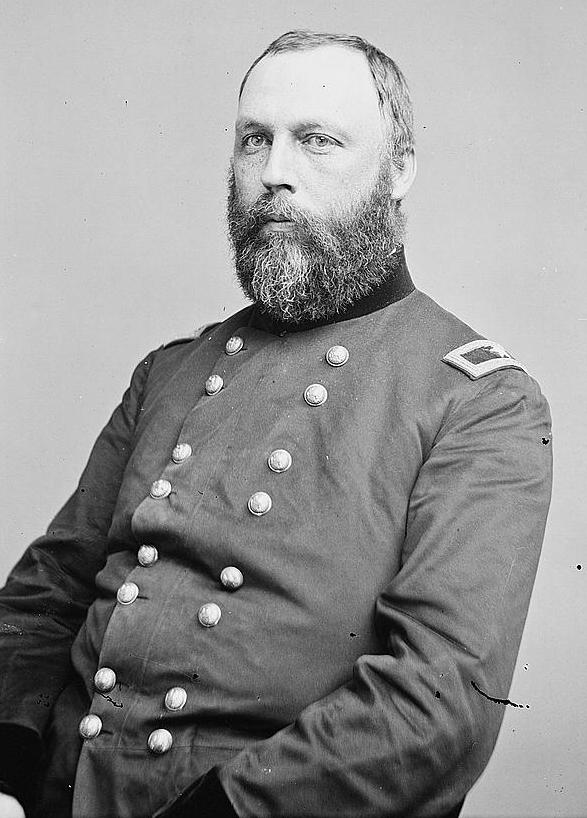
William A. Hammond.

##### Influence de Robert G. Ingersol
En 1880, Charles Selden Smart quitte ses fonctions et la ville de Columbus  pour s'installer à New York avec son épouse. Pendant que son mari tient un emploi de courtier en assurances, Alice Chenoweth Smart suit des cours de biologie à l'université Columbia de New York et donne des cours de sociologie au Brooklyn Institute of Arts and Science devenu le Brooklyn Museum. Parallèlement, elle publie divers articles sous des noms de plume masculins. C'est pendant cette période que Alice Chenoweth Smart rencontre le colonel Robert G. Ingersoll et son épouse, rapidement ils deviennent des proches d'Alice, leurs échanges marquent sa pensée. Elle donne diverses conférences sur la libre-pensée largement inspirées de son mentor, Robert G. Ingersoll, elle y déclare « toutes les religions ont été faites par des hommes, pour des hommes grâce à des hommes », elle y fustige les institutions religieuses, qui selon elle, dégradent l'image des femmes ainsi que l'utilisation de la théologie chrétienne pour interdire aux femmes l'accès à l'instruction et aux emplois. L'ensemble de ces conférences sont publiées en 1885 sous le titre de Men, Women and Gods, and Other Lectures, sous le nom de Helen Hamilton Gardener, un pseudonyme dont on ne connait ni les raisons ni la genèse de ce choix. Nom de plume qui devient le nom sous lequel parait l'ensemble de ses productions littéraires,,,.

##### Polémique avec William Alexander Hammond

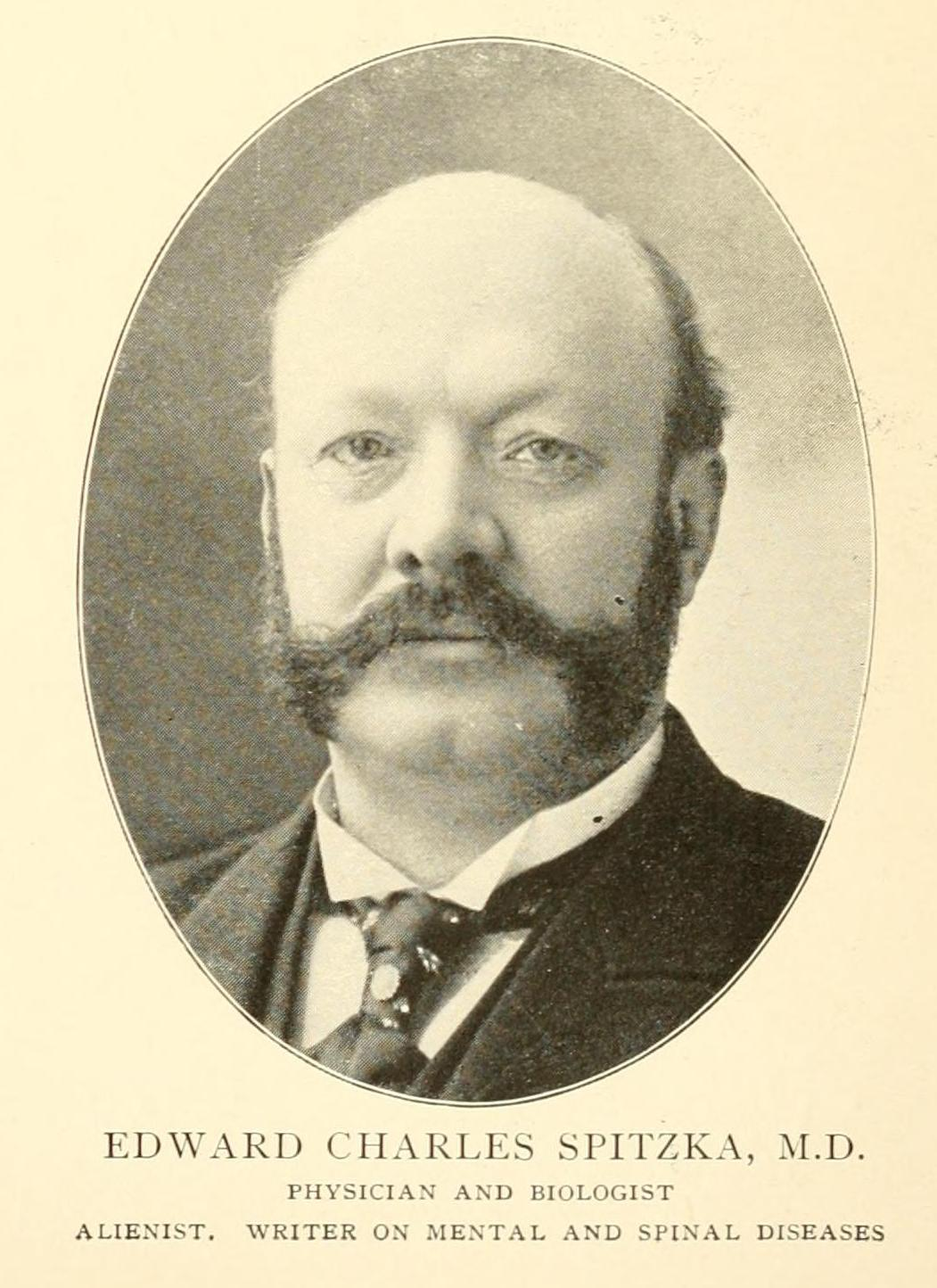
Edward Charles Spitzka.

En 1887, le docteur William Alexander Hammond, l'ancien Surgeon General of the United States Army publie dans le Popular Science Monthly, un article dans lequel il réplique à Helen Hamilton Gardener, où selon lui, le cerveau des femmes étant plus petit que celui des hommes c'est une preuve scientifique de l’infériorité des femmes vis-à-vis des hommes, par conséquent on ne peut parler d'égalité des droits entre les hommes et les femmes. Helen Hamilton Gardener réplique par son article « Sex in brain » publié en 1888, et édité en 1893 dans un recueil d’articles Facts And Fictions Of Life,,.
Non sans humour, Alice Chenoweth déclare qu'elle fait don de son cerveau à l'université Cornell afin de mener des expériences.
Alice Chenoweth est soutenue par le neurologue et psychiatre Edward Charles Spitzka (en), président de l'American Neurological Association, lui aussi en profond désaccord avec les théories de William Alexander Hammond.

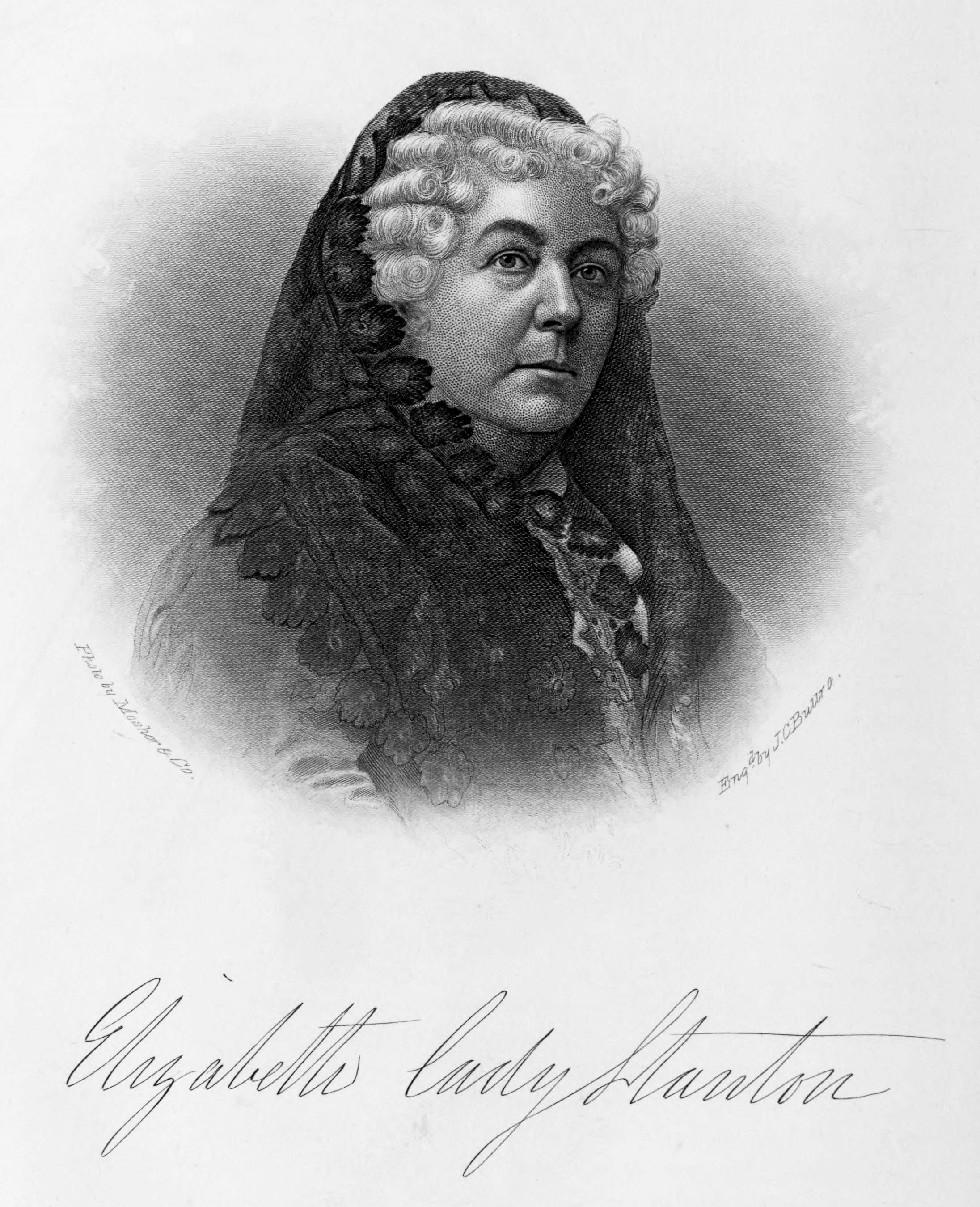
Elizabeth Cady Stanton.

Alice Chenoweth lit « Sex in brain » à l'ouverture de la conférence annuelle du Conseil international des femmes de 1888, qui se tient à Washington. Parallèlement, elle demande que lui soit faite la démonstration de l’infériorité des femmes à partir du volume du cerveau, son principal argument est qu'il est établi qu'il n'y a aucune corrélation entre le volume du cerveau et les capacités cognitives. « Sex in brain » devient un article de plus en plus populaire auprès des porte-paroles des organisations féministes réclamant l’égalité des droits civiques. Alice Chenoweth y demande une liberté des femmes quant à leurs choix de carrière et d'études, qu'elles ne soient plus reléguée à un rôle de procréatrice. Elle est invitée à lire trois de ses articles pour l'ouverture du Congrès mondial des organisations représentatives des femmes  qui se tient dans le cadre de l'Exposition universelle de 1893 présidée par Elizabeth Cady Stanton,,.

##### La rédactrice
Dès la fondation de la revue The Arena (magazine) (en) en 1889, par B. O. Flower (en), Alice Chenoweth y devient une rédactrice prolifique. Elle publie également des articles et des nouvelles sur les problèmes touchant la condition des femmes dans le Harper's Bazaar, le Popular Science Monthly, ou le Free Thought Magazine. Alice Chenoweth est considérée par ses adversaires comme une muckraker, autrement dit une « fouille-merde »,,.

##### Is this Your Son, My Lord?
Le roman qui fait accéder Alice Chenoweth à la notoriété est Is this Your Son, My Lord ? qui se vend à 25 000 exemplaires en cinq mois. Ce roman décrit comment une jeune adolescente sombre dans la prostitution forcée du fait d'hommes qui derrière un masque de respectabilité sont des personnes lubriques aux mœurs dissolues. Ce livre est publié dans le cadre d'une campagne contre la légalisation de la prostitution et d'une loi pour l'élévation de l'âge des femmes pour le consentement à la prostitution. Ce roman suscite des controverses par des critiques et des lecteurs choqués par la situation,.

##### Pray You, Sir, Whose Daughter
Deux ans plus tard Alice Chenoweth écrit un nouveau roman Pray You, Sir, Whose Daughter qui a pour thème le statut d'infériorité, de mise sous tutelle des femmes mariées vis à vis de leurs époux. Elle y expose la vie de trois femmes mariées victimes, entre autres, de l'utilisation du christianisme comme incitation, légitimation de la position d'infériorité des femmes dans les relations maritales et fait le portrait d'une « héroïnes », Gertrude Foster, comme figure de la « nouvelle femme »,,.

##### An Unofficial Patriot

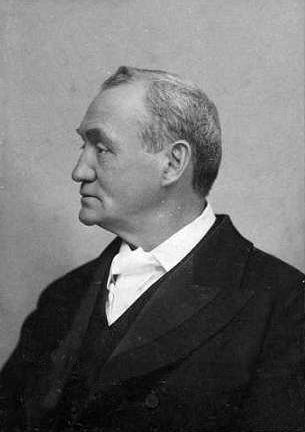
James A. Herne.

En 1894, Alice Chenoweth publie un roman biographique exposant le vie de son père An Unofficial Patriot. Elle y décrit, combien son père était dépourvu des vices, de la convoitise des hommes envers les femmes qu'elle dénonce. An Unofficial Patriot est considéré par la critique Adelaïde Washburn comme étant le meilleur roman d'Alice Chenoweth. C'est succès littéraire. En 1899, le roman fait l'objet d'une adaptation théâtrale The Reverend Griffith Davenport par le dramaturge James A. Herne,.

#### Washington (district de Colombia)
Un an après la mort de son époux, Charles Selden Smart en 1901, le 9 avril 1902, Alice Chenoweth épouse en secondes noces le Colonel Selden Allen Day. Le couple s'embarque pour un voyage à travers le monde, ce voyage dure cinq ans. En 1907, de retour aux États-Unis, Alice Chenoweth et Selden Allen Day s'installent à Washington,.

##### Sollicitations
Anna Howard Shaw et d'autres animatrices du mouvement en faveur du droit de vote des femmes sollicitent Alice Chenoweth pour qu'elle utilise ses nombreuses relations sociales pour intervenir auprès des personnalités politiques et de leurs familles pour faire avancer la promulgation d'un amendement à la Constitution américaine qui donne le droit de vote aux femmes dans l’ensemble de l’Union,.

##### Lobbying pour le droit de vote aux femmes
En 1910, Alice Chenoweth dirige un convoi d'une cinquantaine d’automobiles qui traverse Washington pour se diriger vers le Capitole où siège le Congrès des États-Unis afin de remettre une pétition demandant le droit de vote aux femmes.
En 1912, elle convainc les membres du Congrès favorables à la cause féministe de contacter leurs électeurs en leur demandant d'envoyer via des courriers pré-affranchis, par lesquels ils réclament des prises de paroles favorables au droit de vote des femmes.

##### Crise à la National American Woman Suffrage Association
En 1913, la National American Woman Suffrage Association entre dans une crise, de nombreuses adhérentes suivent Alice Paul qui vient de créer avec Lucy Burns et d'autres dissidentes l'Union du congrès pour le droit de vote des femmes. Pour limiter l'hémorragie, le bureau exécutif de la National American Woman Suffrage Association (NAWSA) font appel à Alice Chenoweth pour réorganiser l'association et pour cela, la nomme vice-secrétaire générale de la NAWSA, poste qu'elle occupe durant six ans et vice-présidente en 1917,,.

##### Collaboration avec le président Woodrow Wilson

###### Le dix-neuvième amendement de la Constitution des États-Unis

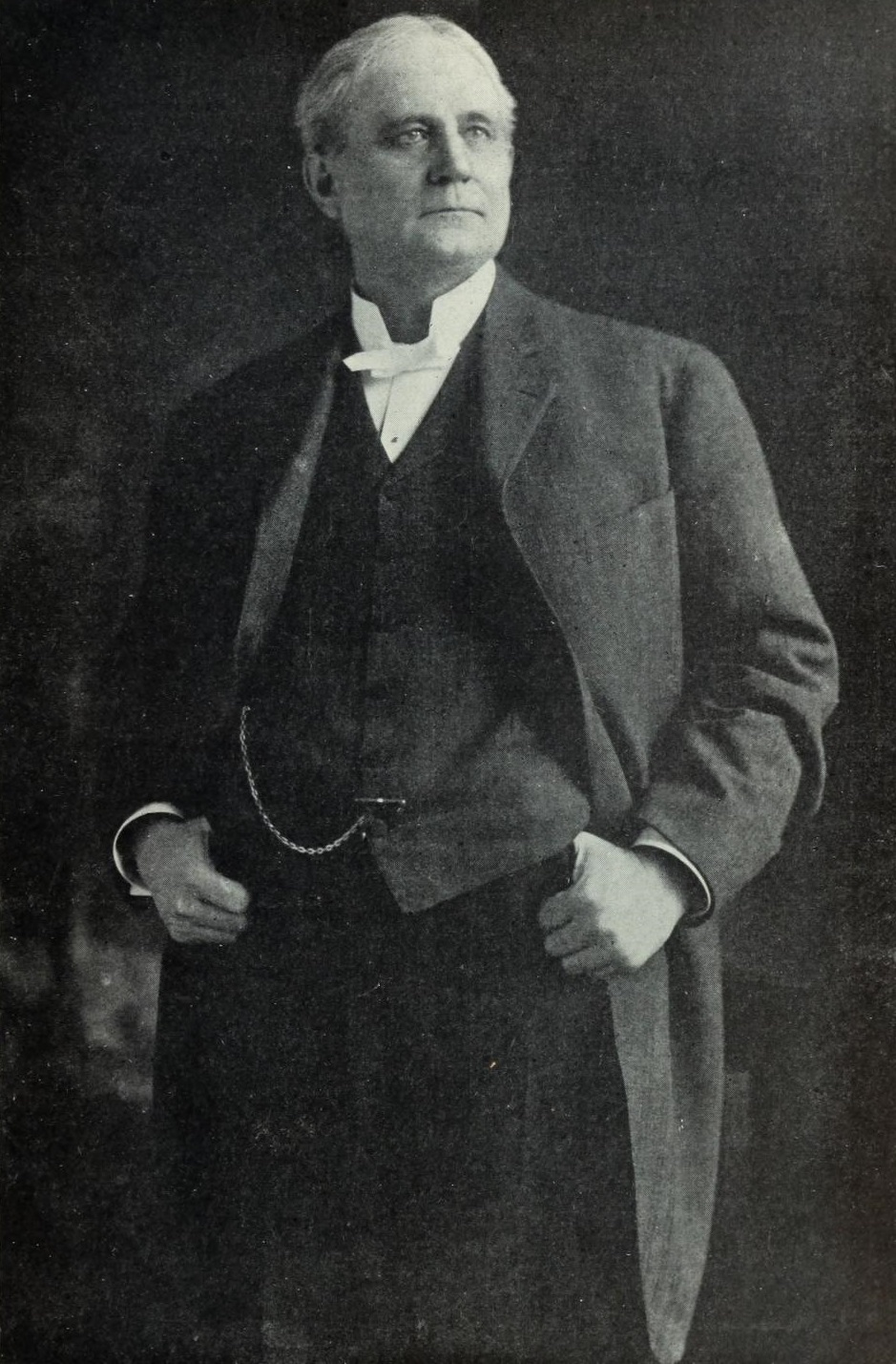
Champ Clark.

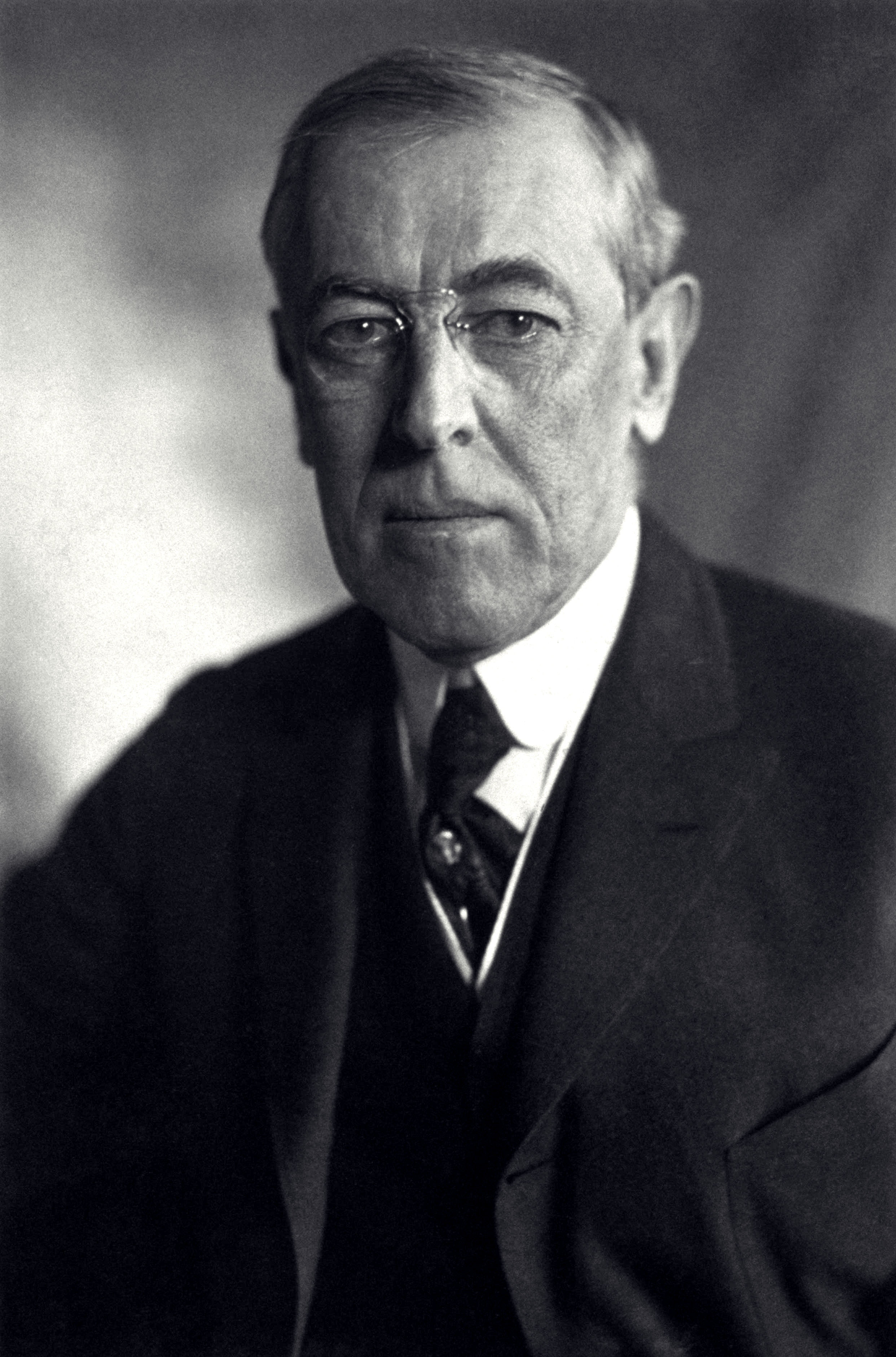
photographie du président Woodrow Wilson tirée en 1919

Alice Chenoweth en tant que vice-présidente de la NAWSA utilise ses relations personnelles avec le président Woodrow Wilson et le président de la Chambre des représentants Champ Clark (en) pour faire aboutir les revendications de la NAWSA. Entre 1917 et 1919, Alice Chenoweth rencontre par vingt fois le président Woodrow Wilson et échange avec lui une correspondance importante, ces échanges verbaux et par courriers ont pour sujet principal l'avancement d'un projet d'amendement établissant le droit de vote des femmes sur l'ensemble des États-Unis. Sa ténacité ne faiblit pas, malgré les épreuves de sa vie personnelle, comme en 1919, la maladie et la perte de son second mari. Son opiniâtreté à soutenir le Dix-neuvième amendement de la Constitution des États-Unis va de sa proposition au Congrès en 1918, jusqu'à sa ratification de 1920,.

###### L'United State Civil Service Commission
Le 30 avril 1920, le président Woodrow Wilson nomme Alice Chenoweth à l'United States Civil Service Commission. Elle devient ainsi la première femme à être nommée à un poste de fonctionnaire fédéral aussi élevé. Malgré son âge de 67 ans, elle reste à ce poste pendant cinq ans, jusqu'à la fin de sa vie. Dans l'exercice de sa fonction, Alice Chenoweth aide à la formulation des règles et procédures, notamment pour rendre plus accessible aux femmes les postes de la fonction publique fédérale et cela de façon plus équitable,,.

### Vie privée
En 1875, Alice Chenoweth épouse Charles Selden Smart qui meurt en 1901.
Le 9 avril 1902, Alice Chenoweth épouse en secondes noces le colonel Selden Allen Day qui décède en 1919.
Durant l'année 1925, Alice Chenoweth est atteinte de myocardites récurrentes, nécessitant son hospitalisation au Walter Reed Army Medical Center où elle meurt le 23 juillet 1925. Carrie Chapman Catt, s’occupe de l'organisation de ses funérailles, notamment en excluant tout rite religieux. Son cerveau est mis à part pour être confié à l'université Cornell, selon ses promesses de 1888. Après la crémation de sa dépouille, ses cendres sont enterrées au cimetière national d'Arlington aux côtés de son second époux le colonel Selden Allen Day,.

## Œuvres

### Romans
- Is this Your Son, My Lord?, New York, Fenno (réimpr. 2013, 2019) (1re éd. 1890), 292 p. (OCLC 894636426, lire en ligne),
- A Thoughtless Yes, New York, R.F. Fenno (réimpr. 2009, 2018) (1re éd. 1890), 256 p. (ISBN 9781775562115, OCLC 854973597, lire en ligne),
- Pray You, Sir, Whose Daughter, Boston, Massachusetts, Arena Pub. Co. (réimpr. 2010, 2019) (1re éd. 1892), 218 p. (OCLC 2360061, lire en ligne),
- An Unofficial Patriot, Boston, Massachusetts, Arena Pub. Co. (réimpr. 2016, 2018) (1re éd. 1894), 384 p. (OCLC 6060113, lire en ligne),

### Recueil de nouvelles
- Pushed by Unseen Hands, New York, R.F. Fenno (réimpr. 2011, 2016, 2018) (1re éd. 1890), 296 p. (OCLC 682270398, lire en ligne),

### Essais
- Men, Women, and Gods, and Other Lectures (préf. Robert G. Ingersoll), New York, Truth Seeker (réimpr. 2009, 2018, 2023) (1re éd. 1885), 203 p. (OCLC 222156513, lire en ligne),
- Pulpit, Pew, and Cradle, New York, Truth Seeker Co., 1892, 30 p. (OCLC 29643219),
- Facts And Fictions Of Life, New York, R.F. Fenno (réimpr. 2012, 2014, 2019) (1re éd. 1893), 313 p. (OCLC 866990337, lire en ligne),

### Articles
- « Womam [i.e. Woman] suffrage, which way? », National Woman Suffrage,‎ 1915, p. 7 (OCLC 12615808),